# Melittia proxima
Melittia proxima is een vlinder uit de familie wespvlinders (Sesiidae), onderfamilie Sesiinae.
Melittia proxima is voor het eerst wetenschappelijk beschreven door Le Cerf in 1917. De soort komt voor in het Oriëntaals gebied.